# 薔薇が咲く 薔薇が散る
「薔薇が咲く 薔薇が散る」（ばらがさく ばらがちる）は、女性歌手愛内里菜の23枚目のシングルである。CDコードはGZCA-7082。

## 概要
- 前作「MIRACLE」より、約8ヶ月ぶりのシングルとなった。
- ライブで演奏した際には、曲名に合わせて演奏の最中にバラを落とすという演出を行っていた。
- 20枚目のシングル「ORANGE★NIGHT」以来3作ぶりに表題曲のインストが収録されている。

## 収録曲
1. 薔薇が咲く 薔薇が散る
  - 作詞：愛内里菜　作曲：Hisanao Kojima　編曲：葉山たけし
2. Powder Snow
  - 作詞：愛内里菜　作曲：Hisanao Kojima　編曲：Yuya Saka
3. 薔薇が咲く 薔薇が散る -sunbeam rising remix-
  - 作詞：愛内里菜　作曲：Hisanao Kojima　編曲：葉山たけし　リミキサー：Yoshito.K
4. 薔薇が咲く 薔薇が散る -moonlit rosemix-
  - 作詞：愛内里菜　作曲：Hisanao Kojima　編曲：Yuya Saka　リミキサー：singo
5. 薔薇が咲く 薔薇が散る -instrumental-

## タイアップ
- テレビ朝日系アニメ『蒼天の拳』オープニングテーマ（#1）

## コーラス
- 望月由絵

## 収録アルバム
- TRIP（#1）
- ALL SINGLES BEST 〜THANX 10th ANNIVERSARY〜（#1）